# 충장공 정발 전망비
충장공 정발 전망비(忠壯公 鄭撥 戰亡碑)는 부산광역시 동구 정공단로 23에 있는 조선시대의 충장공 정발 전망비이다. 2015년 10월 7일 부산광역시의 기념물 제64호로 지정되었다.

## 개요
충장공 정발 전망비는 1761년(영조 37) 경상좌수사 박재하(朴載河)가 영가대(永嘉臺)에 세운 것인데, 일제강점기 전차선로 개설에 따라 영가대가 헐리면서 정공단(鄭公壇)으로 이전한 것으로 알려져 있다. 비의 앞면에는 ‘忠壯公鄭撥戰亡碑’라는 비제(碑題)가 횡으로 음각되어 있고, 뒷면에는 임진왜란 당시 정발 장군의 행적과 비를 세운 내력이, 비의 좌측면에는 이 비석의 건립일, 우측면에는 박재하의 명(銘)이 적혀있다.
이 비는 임진왜란 당시 부산진전투에서 순절한 부산첨사(釜山僉使) 정발의 순절 내력과 호국충절을 기록하고 있을 뿐 아니라 제작자의 신분과 비석의 건립 의도가 뚜렷이 나타나 있다. 또한 임진왜란 이후에도 바다를 사이에 두고 일본과 접해 있는 국경 지역인 부산 지역과 부산진이 여전히 국방의 요지로 중요시되었음을 알려 주는 좋은 자료이다.
또한 현재 문화재로 지정되어 있는 13기의 비석 중 내주축성비(영조 11년, 1735), 온정개건비(영조 31년, 1755)와 더불어 영조 시대를 대표하는 비석일 뿐 아니라, 규 모도 비교적 큰 편으로 문화재적 가치가 크다. 특히 구름사이로 두 마리 용이 마치 여의주를 다투는 듯한 역동적인 표현의 이수(螭首)는 조각기법이 뛰어나 미술사 (조각사)적으로도 가치가 높다.

## 같이 보기
- 정발

## 참고 자료
- 충장공 정발 전망비 - 국가유산청 국가유산포털